# کیوشی کوبایاشی
کیوشی کوبایاشی (ژاپنی: 小林 清志؛ زادهٔ ۱۱ ژانویهٔ ۱۹۳۳) یک هنرپیشه اهل ژاپن بود.
او عضو دپارتمان هنر دانشگاه نیهون بود.از فیلم‌ها یا برنامه‌های تلویزیونی که وی در آن نقش داشته است می‌توان به قلعه کاگلیوسترو اشاره کرد.